# If Love Was a Crime
If Love Was a Crime è un singolo della cantante bulgara Poli Genova, scritto e composto dalla stessa Genova in collaborazione con Borislav Milanov, Sebastian Arman e Joachim Bo Persson. Il brano ha rappresentato la Bulgaria all'Eurovision Song Contest 2016, classificandosi al quarto posto con 307 punti.

## Descrizione
Sul significato della canzone, Poli Genova ha commentato: "Il brano è potente, coinvolgente e fa emergere l'unico messaggio universale: l'amore supera ogni altra circostanza. L'amore è qualcosa che vediamo dappertutto attorno a noi ed è un sentimento che è una parte essenziale di noi. Ci dà energia e fede. E noi ci sentiamo proprio così, perché sappiamo che l'amore è ciò che ci rende inarrestabili. Noi vogliamo che questo messaggio raggiunga tutti in questo mondo."

## Promozione
Il 19 febbraio 2016 è stato annunciato che Poli Genova sarebbe ritornata all'Eurovision per una seconda volta, dopo la sua partecipazione al contest del 2011 con il brano Na inat, che non ha raggiunto la finale. Il testo di If Love Was a Crime è stato rivelato il 19 marzo, mentre la canzone è stata pubblicata il 21 marzo accompagnata dal rispettivo video musicale sul canale YouTube dell'Eurovision. If Love Was a Crime è stata infine messa in commercio sulle piattaforme digitali il 30 marzo 2016 su etichetta discografica Universal Music Denmark.
Poli si è esibita per dodicesima nella seconda semifinale dell'Eurovision, che si è tenuta il 12 maggio a Stoccolma. I voti del pubblico e della giuria hanno garantito a Poli un posto nella serata finale del 14 maggio, sancendo la seconda finale per la Bulgaria e la prima dal 2007. Nella finale Poli ha cantato per ottava su 26 partecipanti. Ha ottenuto 220 punti nella semifinale, piazzandosi quinta, e 307 nella finale (di cui 180 di televoto, in cui è stata la quinta più votata), arrivando quarta e marcando il miglior risultato della Bulgaria nella storia dell'Eurovision fino al 2017, quando Kristian Kostov è arrivato secondo. Precedentemente, Elica Todorova e Stojan Jankulov erano arrivati in quinta posizione nel 2007 con Water.

## Tracce
Download digitale
1. If Love Was a Crime – 2:59